# Yuliya Leantsiuk
Yuliya Leantsiuk (Bielorrusia, 31 de enero de 1984) es una atleta bielorrusa especializada en la prueba de lanzamiento de peso, en la que consiguió ser medallista de bronce europea en pista cubierta en 2017.

## Carrera deportiva
En el Campeonato Europeo de Atletismo en Pista Cubierta de 2017 ganó la medalla de bronce en el lanzamiento de peso, con una marca de 18.32 metros, siendo superada por la húngara Anita Márton (oro con 19.28 metros) y la búlgara Radoslava Mavrodieva (plata con 18.36 metros).